# 高木清秀
高木清秀（1526年—1610年8月31日），日本戰國時代的武將。織田氏、德川氏家臣。父親是高木宣光。

## 生平

### 織田家臣時期
在大永6年（1526年）出生。最初仕於水野信元，居住在尾張緒川（『寬永諸家系圖傳』），出身於三河（『太閤記』）。在年輕時期，離開信元之下並仕於織田信秀，在天文17年（1548年）的小豆坂之戰中立下武名（『寬永諸家系圖傳』）。此後，再次仕於信元，在刈屋之戰、石瀨之戰、姉川之戰、討伐長島一向一揆、長篠之戰等戰事中從軍。特別在石瀨之戰中立下大功（『武家事紀』、『寬永諸家系圖傳』），與德川家康的重臣石川數正交鋒7次。永祿6年（1563年）秋，三河一向一揆爆發，家康陷入苦戰。信元為了救援外甥家康而出陣，於是跟隨信元，與一揆軍交戰，在該戰中受了輕傷。成功鎮壓一揆的家康在翌年（1564年）6月，賜予高木氏的故地三河大岡鄉領知的判物（當時清秀屬於水野家臣），以賞其功（『士林泝洄』、『寬政重修諸家譜』）。天正2年（1574年）7月，在進攻伊勢長島的一向一揆時出陣，擔任先鋒，突入敵陣並殺死一揆的主魁盛林坊，不過在此戰中失去嫡男光秀。
天正3年（1575年），在信元因為與武田勝賴內通而被織田信長殺死後，成為佐久間信盛的與力（『寬永諸家系圖傳』、『武家事紀』）。翌年（1576年），在信盛負責進攻大坂後，跟隨信盛並在天王寺城與大坂的一揆戰鬥（『武家事紀』）。天正8年（1580年）8月，在信長發予佐久間父子的譴責狀中，信盛連同三河等7國與力亦不能攻取敵城，三河與力就是指清秀（『信長公記』）。此外，在信貴山城之戰、有岡城之戰中亦相當活躍（『寬永諸家系圖傳』）。信盛在天正8年（1580年）被信長流放，此後被認為成為信長的直屬家臣，不過在這段時期的行動完全不明。

### 德川家臣時期
天正10年（1582年）6月，在信長於本能寺之變中死去後，在10月24日於甲府新府謁見德川家康，並與家康結成主從關係，被賜予尾張、三河、遠江采地千石（『寬政重修諸家譜』、『武家事紀』）。之後參加小牧長久手之戰、小田原征伐。天正18年（1590年）8月，被賜予武藏、上總、相模5千石知行（『寬永諸家系圖傳』）。文祿3年（1594年），把家督讓予三男正次，並在相模海老名隱居。慶長5年（1600年），在下野小山伺候家康的兒子秀忠，並受秀忠賜予羽織（『武德安民記』、『士林泝洄』）。在慶長15年7月13日（1610年8月31日）死去。享年85歲（『寬永諸家系圖傳』）。

## 人物
- 一生在戰事中受過45次傷。

- 武勇優秀，因為在戰場上留下許多逸話，被稱為「德川十六神將」之一。

## 子孫
兒子正次在江戶幕府成立後，成為河內國丹南藩藩主，高木氏以丹南藩一直存續至明治維新。